# Сафранболулу Иззет Мехмед-паша
Сафранболулу Иззет Мехмед-паша (тур. Safranbolulu İzzet Mehmed Paşa; 1743 — 18 сентября 1812) — османский государственный деятель, великий визирь Османской империи (19 октября 1794 — 30 августа 1798).

## Биография
Родился в Сафранболу (сейчас — провинция Карабюк, Турция). Сын Ибрагима Агазаде Али-аги. Его дядей был капудан-паша османского флота Хаджи Бенли Мустафа-паша. Иззет Мехмед-паша приехал в Стамбул в 1759/1760 году, где стал служить под началом своего дяди . В 1778 году Иззет Мехмед-паша женился на дочери будущего великого визиря Халила Хамид-паши, став его зятем.
Затем Иззет Мехмед-паша служил османским губернатором Диярбакыра (1786—1787), Джидды (1787—1790), Мореи (1790—1791) и Египта (май 1791 — сентябрь 1794).
19 октября 1794 года султан Селим III назначил его великим визирем. Сафранболулу Иззет Мехмед-паша был уволен 30 августа 1798 года и сослан на Хиос (ныне греческий остров), а затем в Манису. Он умер в Манисе 19 сентября 1812 года.

## Наследие
Иззет Мехмет заказал сторожевую башню в 1797 году и мечеть в 1798 году в своем родном городе Сафранболу.